# Oxymoron
Ein Oxymoron (Plural Oxymora; altgriechisch ὀξύμωρον [n.], aus ὀξύς oxys „scharf[sinnig]“ und μωρός mōros „stumpf[sinnig], dumm“) ist eine rhetorische Figur, bei der eine Formulierung aus zwei gegensätzlichen, einander widersprechenden oder sich gegenseitig ausschließenden Begriffen gebildet wird, z. B. „alter Knabe“. Häufig werden Oxymora in Form von Zwillingsformeln geprägt. Einzelne Wörter, Begriffe und selbst ein oder mehrere ganze Sätze können ein Oxymoron bilden. Das Stilmittel wird verwendet, um beispielsweise dramatische Steigerungseffekte zu erreichen oder kaum Auszudrückendes oder gar Unsagbares in ein Gegensatzpaar zu zwingen und dadurch zum Ausdruck zu bringen.
Das Antonym zu Oxymoron ist Pleonasmus („kohlpechrabenschwarz“).

## Eigenschaften
Der innere Widerspruch eines Oxymorons ist gewollt und dient der pointierten Darstellung eines doppelbödigen, mehrdeutigen oder vielschichtigen Inhalts, indem das Sowohl-als-auch des Sachverhaltes begrifflich gespiegelt wird. Als Stilfigur ist das Oxymoron daher in der Lyrik und der dichterischen Prosa von Bedeutung, aber auch im politischen Diskurs und in der Werbung anzutreffen. Das Wort Oxymoron selbst ist bereits ein Oxymoron. Einen logischen Widerspruch, der ohne Absicht formuliert wird, nennt man lateinisch Contradictio in adiecto („Widerspruch in der Beifügung“).

## Beispiele
- „Beredtes Schweigen“
- „ehemalige Zukunft“ (aus Ödön von Horváths Roman Jugend ohne Gott)
- „Eile mit Weile“
- Sachliche Romanze (von Erich Kästner)
- „stummer Schrei“
- „traurigfroh“ (aus Friedrich Hölderlins Ode Heidelberg)
- „unsichtbar sichtbar“ (aus Goethes Faust I, V. 3450)
- Das aus einer Aneinanderreihung von Oxymora bestehende Scherzgedicht Dunkel war’s, der Mond schien helle
- „schwarze Milch der Frühe, wir trinken dich abends“ (aus Paul Celans Gedicht Todesfuge)
- „Krieg ist Frieden, Freiheit ist Sklaverei, Unwissenheit ist Stärke“ (aus George Orwells Roman 1984)
- „Diese Fülle hat mich arm gemacht“ (Übersetzung von inopem me copia fecit aus Ovids Metamorphosen 3,466)
- „¡Viva la muerte!“ („Es lebe der Tod!“, Wahlspruch der Falangisten im Spanischen Bürgerkrieg)

## Abgrenzung des Oxymorons zum Paradoxon
Das Oxymoron ist eine Wortfigur im Gegensatz zum Paradoxon, bei dem es sich um eine Satzfigur handelt. Obgleich beide rhetorischen Stilmittel zunächst Ähnlichkeiten und Gemeinsamkeiten aufzuweisen scheinen, sind sie grundlegend verschieden. Gemeinsam ist beiden Stilmitteln bei oberflächlicher Betrachtung, dass sie Widersprüche kennzeichnen und darstellen. 
Im Falle des Paradoxons lösen sich die Widersprüche wieder auf, sie sind lediglich Scheinwidersprüche. 
Etwa in der Aussage „Weniger ist mehr“ scheinen sich die Wörter  „weniger“  und  „mehr“  zunächst grundsätzlich zu widersprechen. Bei näherer Reflexion offenbart sich ein Sinn in dem paradoxen Satz. Er findet Anwendung, wenn jemand im übertragenen Sinne zum Beispiel „zu dick aufträgt“ oder „mit seiner Art beziehungsweise seinem Auftreten übertreibt“. In diesen Fällen kann es durchaus wertvoll sein, sich ein wenig zurückzunehmen. Dann beschriebe das „Weniger“ tatsächlich ein „Mehr“.
Ein solch tieferliegender, hintergründiger Sinn wird im Oxymoron hingegen vermisst. Hier geht es einzig um den vordergründigen Widerspruch und die sich daraus ergebende Mehrdeutigkeit. Zudem finden sich Paradoxa stets in einem vollständigen Satz, während ein Oxymoron nur aus einem Substantiv beziehungsweise einem Substantiv mit vorangestelltem Adjektiv, etwa „stummer Schrei“ besteht.